# ایان گیلسپی (بازیکن فوتبال)
ایان گیلسپی (انگلیسی: Ian Gillespie; ۶ مهٔ ۱۹۱۳ – ۵ مارس ۱۹۸۸) بازیکن فوتبال اهل بریتانیا بود.
از باشگاه‌هایی که در آن بازی کرده‌است می‌توان به باشگاه فوتبال کریستال پالاس، باشگاه فوتبال کولچستر یونایتد، باشگاه فوتبال نوریچ سیتی، باشگاه فوتبال ایپسویچ تاون، و باشگاه فوتبال لیستون اشاره کرد.